# الکس سمیع‌زاده
الکس سمیع‌زاده (زادهٔ ۱۰ نوامبر ۱۹۹۸) یک بازیکن فوتبال اهل ایران است که در تهران متولد شده و در سن ۱۵ سالگی راهی تیم‌های پایه انگلستان شد.
از دیگر باشگاه‌های مهمی که سمیع‌زاده در آن بازی کرده‌است می‌توان به باشگاه فوتبال بولتون واندررز اشاره کرد.

## عملکرد باشگاهی
بولتون واندررز	
سامی زاده کار خود را با بولتون واندررز آغاز کرد و در تیم های جوانان آنها پیشرفت کرد. او اولین بازی تیمی خود را در ۵ آوریل ۲۰۱۶ انجام داد و در مسابقات قهرمانی لیگ فوتبال به عنوان بازیکن جانشین کایین وولری در برنتفورد به میدان رفت . 
چورلی	
در نوامبر سال ۲۰۱۶، سمیع زاده پیوست لیگ ملی شمالی سمت Chorley را در یک وام سابقه کار دو ماه. او در اولین بازی خود گل زد.
کیلمارنوک	
در ۱۴ ژوئیه ۲۰۱۷ ، بولتون اعلام کرد که سامی زاده آزاد شده است و به تیم کیلمارنوک در تیم برتر اسکاتلند می پیوندد . سامی زاده اولین حضور خود را در این باشگاه در همان روز انجام داد و در نیمه دوم جام حذفی اسکاتلند به عنوان بازیکن تعویضی به میدان رفت. سامی زاده در پایان قرارداد خود در ماه مه ۲۰۱۸ توسط کیلمارنوک آزاد شد.
کرزون اشتون	
در ۱۴ آگوست ۲۰۱۸ ، سامی زاده با کرزون اشتون قرارداد بست و اولین بازی خود را همان شب با نیمکت نشینی در برابر آلفرتون تاون انجام داد .
والدستون	
سمیزاده در دسامبر ۲۰۱۸ با والدستون قرارداد بست و دو مسابقه انجام داد. 